# Гай Юлий Цезарь (проконсул Азии)
Гай Ю́лий Це́зарь (лат. Gaius Julius Caesar, умер в 86 или 84 году до н. э.) — древнеримский политический деятель, претор и проконсул Азии в 90-х годах до н. э., отец диктатора Гая Юлия Цезаря.

## Происхождение
Гай Юлий Цезарь принадлежал к древнему патрицианскому роду, представители которого возводили свою генеалогию к богине Венере через Энея. В период с 489 по 379 годы до н. э. Юлии неоднократно становились консулами и военными трибунами с консульской властью, но в дальнейшем более 200 лет почти не упоминались в источниках. К концу II века до н. э. это были простые сенаторы, не поднимавшиеся в своей карьере выше претуры. Отец Гая Юлия, носивший тот же преномен, возможно, вообще не занимал курульные магистратуры. Мать Гая Юлия-младшего Марция принадлежала к знатному плебейскому роду, основателем которого считался царь Анк Марций.
Вероятно, младшим братом Гая Юлия был Секст Юлий Цезарь, добившийся в 91 году до н. э. консулата. Сестра Гая около 110 года до н. э. стала женой Гая Мария, тогда ещё никому не известного претория. К другой ветви рода принадлежали Луций Юлий Цезарь и Гай Юлий Цезарь Страбон Вописк: возможно, они приходились Гаю Юлию троюродными братьями, а их единоутробным братом был Квинт Лутаций Катул.

## Биография
В литературных источниках Гай Юлий упоминается только дважды (у Плиния Старшего и Светония), и оба раза — в связи с обстоятельствами своей смерти. Основные вехи его политической карьеры перечисляются в элогии: Гай Юлий был последовательно децемвиром, квестором, претором и проконсулом Азии.
В начале своей политической деятельности Гай Юлий, как и его кузены Луций Юлий и Гай Юлий Цезарь Страбон Вописк, пользовался поддержкой Гая Мария, приходившегося ему зятем: этот homo novus благодаря своим военным заслугам пять раз подряд получал консульство (104—100 годы до н. э.) и занял исключительное положение в Республике. Юлии наряду с другими старыми, но маловлиятельными семействами — Аврелиями, Валериями, Антониями, Лутациями, Юниями, некоторыми ветвями Корнелиев — стали союзниками Мария: благодаря ему они делали карьеру и вливались в состав марианской «фракции» в сенате.
Децемвиром Гай Юлий был, вероятно, в 103 или 100 году до н. э.: он работал в комиссиях, реализовывавших проекты Гая Мария и народного трибуна Луция Аппулея Сатурнина по наделению ветеранов землёй в провинциях. Когда Марий разорвал союз с Сатурнином, Гай Юлий поддержал своего зятя: во всяком случае, Цицерон, перечисляя аристократов, которые приняли участие в вооружённой борьбе с народным трибуном, объявленным «врагом Республики», называет «всех Юлиев».
Другие свои должности Гай Юлий, по мнению Т. Броутона, занимал в промежутке между 100 и 90 годами до н. э. При этом квестуру, видимо, надо датировать временем вскоре после 100 года, а самая поздняя из возможных датировок претуры — 92 год. Соответственно не позже, чем в 91 году, Цезарь был отправлен сенатом в Азию наместником с проконсульским империем; правда, Ф. Мюнцер допускает в качестве возможной даты и 90 год.
О наместничестве Цезаря известно только, что проконсул поддержал жителей Приены в их тяжбе с откупщиками и что жители острова Делос почтили его статуей. Позже — в 87 или 86 году до н. э. — делосцы поставили вторую статую Цезаря, уже как своего патрона.
Когда в Риме усилилась внутренняя борьба, часть Юлиев (по крайней мере, двое кузенов Гая) разорвала союз с Марием. Гай Юлий остался в составе марианской «партии» и незадолго до смерти, вероятно, согласовал брак своего единственного сына с дочерью Луция Корнелия Цинны, возглавлявшего «партию» после смерти её создателя. Согласно Светонию, Гай Юлий скончался, когда его сыну шёл шестнадцатый год (то есть в 86 или 84 году до н. э.): его хватил удар, когда он наклонился, чтобы застегнуть сандалии. Если верить Плинию Старшему, той же смертью умер и отец Цезаря. Гай Юлий-младший в 65 году, в свою бытность эдилом, почтил память отца великолепными играми.

## Семья
Гай Юлий был женат на Аврелии, вероятно, принадлежавшей к семейству Аврелиев Котт; при этом в деталях её происхождение неизвестно. В этом браке родились трое детей:
- Юлия Старшая, ставшая женой Луция Пинария и Квинта Педия;
- Гай Юлий Цезарь, родившийся в 100 или 102 году до н. э.[21], знаменитый полководец и диктатор;
- Юлия Младшая, жена Марка Атия Бальба и бабка Октавиана Августа[9].

## В художественной литературе
Гай Юлий является второстепенным персонажем романов Колин Маккалоу «Первый человек в Риме» и «Венец из трав».